# Sucre

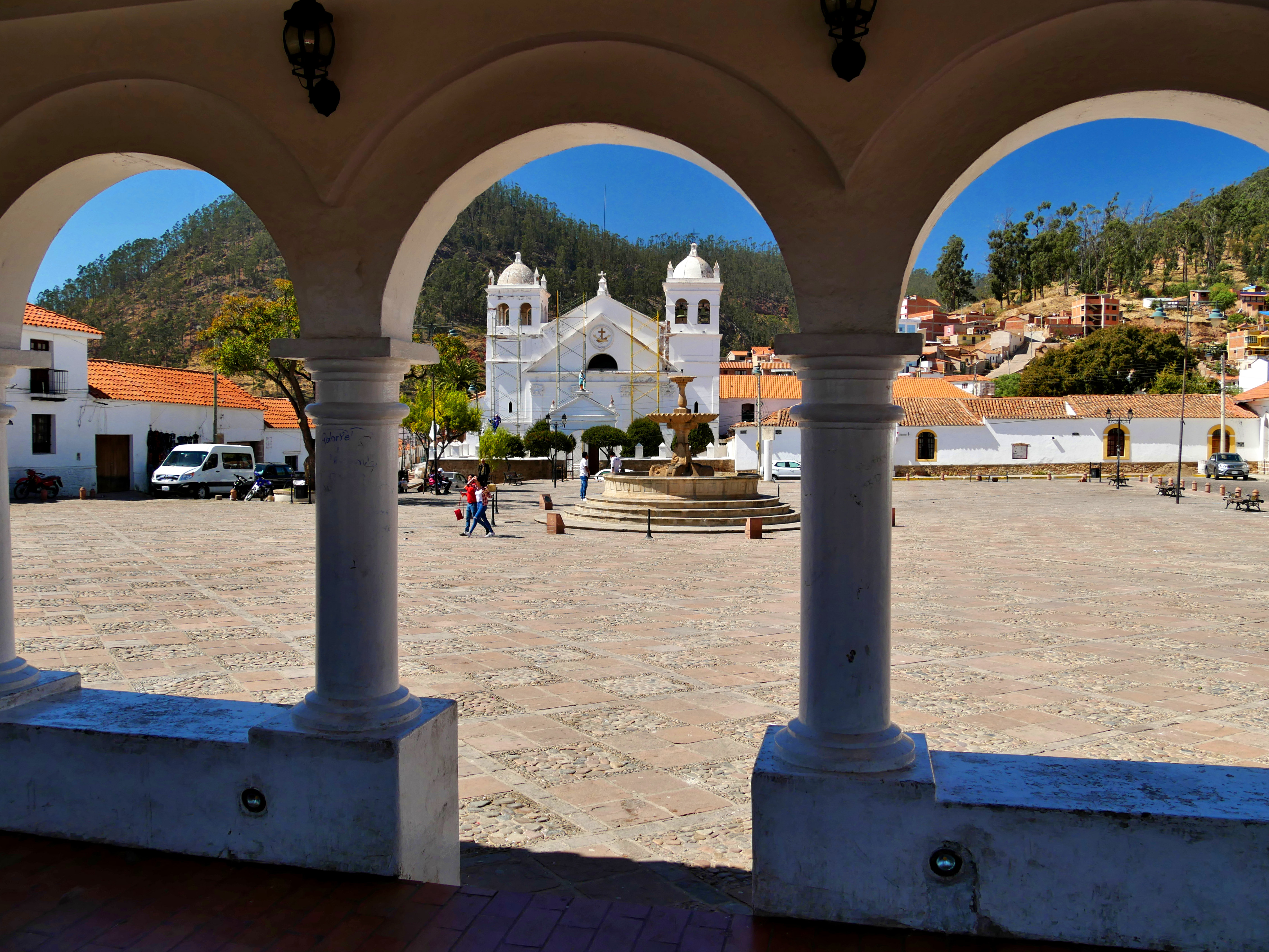
Sucre: Monasterio de La Recoleta, visto dal Mirador

Sucre è la capitale costituzionale della Bolivia e sede del potere giudiziario nazionale, ed è il capoluogo della provincia di Oropeza e del dipartimento di Chuquisaca con 306 751 abitanti (dato 2010).
Storicamente conosciuta come Charcas, La Plata e Chuquisaca, è stata la capitale dell'Alto Perù. Nel 1991 l'UNESCO ha riconosciuto Sucre come patrimonio dell'umanità. La città attrae migliaia di turisti ogni anno grazie agli edifici coloniali ancora ben conservati.

## Geografia
Sucre sorge a 2790 metri d'altezza in una zona montuosa della Bolivia centrale compresa tra gli altopiani andini ad ovest e le pianure del Gran Chaco ad est. 

## Storia

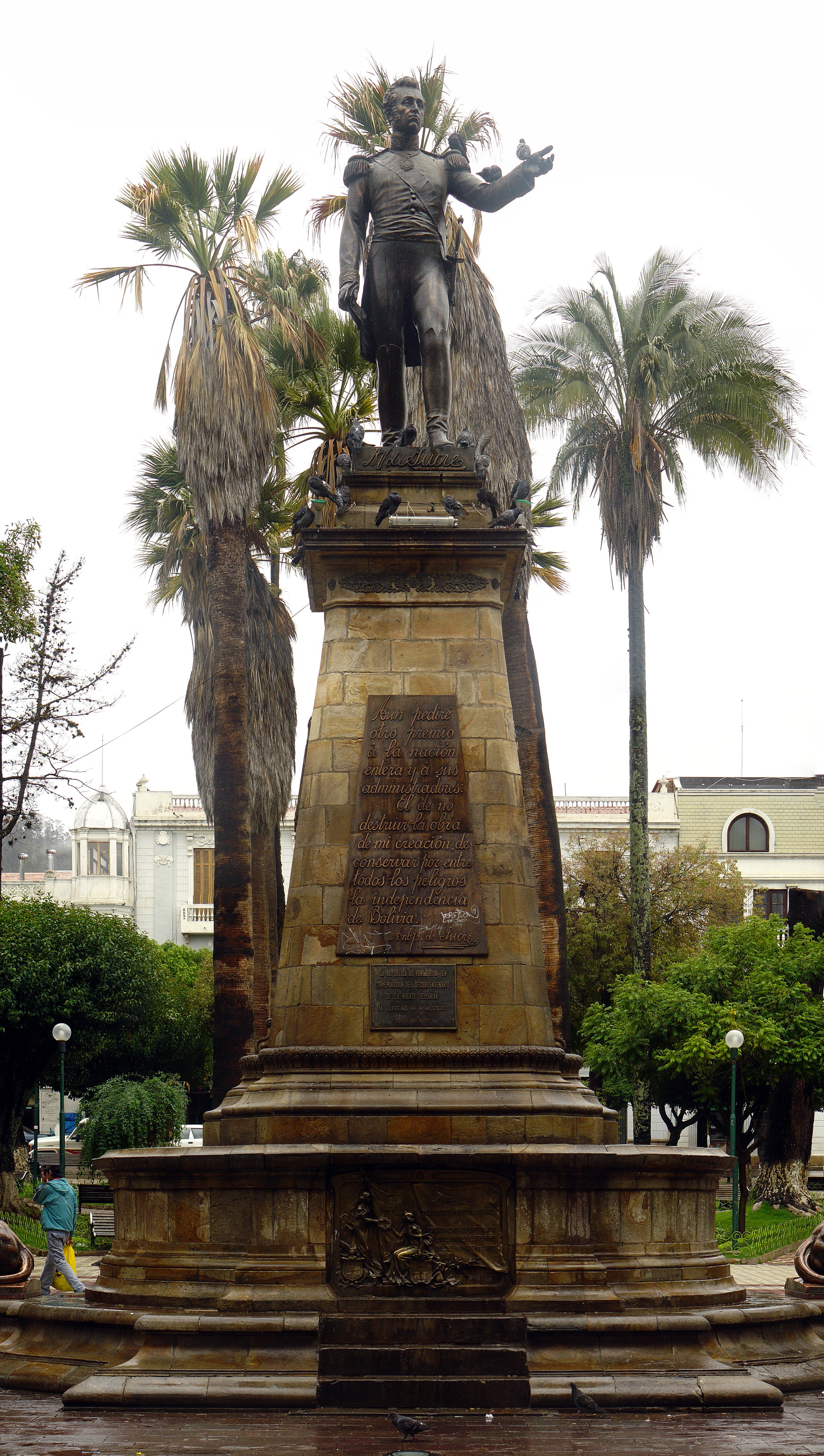
Monumento dedicato a Antonio José de Sucre in Plaza de Armas

Inizialmente il luogo era chiamato Choke-Chaka ed era abitata dai Charca. Da qui il nome Charcas con cui era conosciuta dagli spagnoli.
Il 30 novembre 1538, Sucre fu fondata con il nome di Ciudad de la Plata de la Nueva Toledo da Pedro de Anzures, Marchese di Campo Redondo, su ordine di Francisco Pizarro. Nel 1559 il Re di Spagna Filippo II istituì la Audencia de Charcas a La Plata, la massima corte giudiziaria dell'Alto Perù al cui presidente era anche affidato potere amministrativo ed esecutivo per alcune attività di routine. La giurisdizione comprendeva i territori degli attuali Paraguay, sud-est del Perù, nord del Cile e Argentina e gran parte della Bolivia. Nel 1609, fu fondato nella città un arcivescovado. Il 27 marzo 1624 venne fondata la prima università dell'Alto Perù, l'Universidad San Francisco Xavier de Chuquisaca. Nel XVIII secolo si unì al Vicereame del Río de la Plata. 
Il 25 maggio 1809 scoppiò in città una rivolta contro le autorità coloniali spagnole, passata alla storia come Rivoluzione di Chuquisaca. Questo fatto viene considerato il primo movimento indipendentista dell'America Latina.
Nel 1816 i rappresentanti di Charcas parteciparono al Congresso di Tucumán che il 9 luglio sanzionò la dichiarazione d'indipendenza delle Province Unite del Río de la Plata.
Il 6 agosto 1825, l'Assemblea Costituente dichiarò in questa città l'indipendenza dell'Alto Perù. Un anno più tardi Charcas fu ufficialmente dichiarata capitale nazionale. Il 12 luglio 1839 per ordine di José Miguel de Velasco la città cambiò il nome in nome in La Ilustre y Heroica Sucre, in onore di Antonio José de Sucre, eroe della battaglia di Ayacucho. Sul finire del XIX secolo, con l'aumento dell'importanza dell'estrazione dello stagno nelle miniere di Oruro, di proprietà dell'aristocrazia di La Paz, e il declino delle miniere d'argento di Potosí, Sucre perse rapidamente la sua centralità. Nel 1898, in seguito alla vittoria della fazione liberale nella guerra civile boliviana il potere politico e legislativo boliviano venne così trasferito a La Paz.
Nel giugno 2005 il Congresso, a seguito delle proteste per la nazionalizzazione degli idrocarburi che occuparono La Paz e El Alto, si è riunito a Sucre, dove è stato nominato il nuovo Presidente della Repubblica Eduardo Rodríguez Veltzé.

## Monumenti e luoghi d'interesse
È per lo più composta da edifici coloniali e presenta una disposizione urbanistica a griglia. La piazza principale è Plaza 25 de Mayo dove affacciano la Catedrale e la Casa de la Libertad, dove il 6 agosto 1825 fu firmata la dichiarazione di indipendenza della Bolivia.

## Architetture civili
- Palazzo Nazionale, costruito in stile neobarocco austriaco, fu sede della Presidenza della Repubblica sino al 1899.

### Architetture religiose
- Cappella della Vergine di Guadalupe
- Cattedrale
- Convento di San Filippo Neri
- Convento di Santa Teresa
- Chiesa di San Francesco
- Chiesa di San Lazzaro
- Chiesa di San Michele
- Chiesa di Santa Monica
- Chiesa di San Domenico

## Società
La città è sede dell'arcidiocesi di Sucre, istituita il 27 giugno 1552.

## Cultura

### Istruzione

#### Musei
- Museo de arte indigena  - ha sede in un edificio del XVII secolo ed espone ceramiche ed indumenti tradizionali.
- Museo de la Recoleta
- Museo de Santa Clara
- Museo de los niños Tanga-Tanga - museo interattivo per bambini
- Museo eclesiástico
- Museos universitarios - sono musei dell'Università, tra questi: Museo de Arte Virreinal Charcas, Museo Antropológico, Museo de Arte Moderna

#### Università
La città è sede dell'Università di San Francisco Xavier, fondata nel 1624, la seconda più antica dell'intero continente americano dopo l'Universidad Nacional Mayor de San Marcos di Lima.

## Infrastrutture e trasporti

### Strade
La città è situata all'intersezione della Strada 5 e della Strada 6.

### Aeroporti
L'aeroporto di Alcantarí, situato a 30 km a sud di Sucre, è stato inaugurato nel 2016 ed ha rimpiazzato il vecchio aeroporto Juana Azurduy de Padilla divenuto ormai obsoleto e posto in una zona pericolosa per gli atterraggi ed i decolli.

## Sport
La principale società calcistica della città è l'Universitario de Sucre che disputa le sue partite interne presso lo stadio Olimpico Patria.